# Abilio Balboa Arkins
Abilio Balboa Arkins (Barcelona, 4 de enero de 1906 - Barcelona, 28 de marzo de 1967) fue un político ecuatoguineano.

## Biografía
Hijo de Manuel Balboa e Isabel Arkins. Pertenecía al grupo étnico fernandino.
Fue uno de los primeros líderes del Movimiento Nacional de Liberación de Guinea Ecuatorial (MONALIGE).
En 1961 fue elegido alcalde de Santa Isabel de Fernando Poo, sucediendo a Wilwardo Jones Níger. Fue reelecto en 1964. Paralelamente a sus funciones como edil, desempeñó el cargo de procurador de las Cortes franquistas.
Falleció en Barcelona el 28 de marzo de 1967, siendo sucedido como alcalde por Antonio Riveiro.
Tuvo tres hijos, uno de los cuales fue Armando Balboa, destacado político guineano.